# Lasianthus simizui
Lasianthus simizui là một loài thực vật có hoa trong họ Thiến thảo. Loài này được (Tang S.Liu & J.M.Chao) H.Zhu mô tả khoa học đầu tiên năm 2002.